# Grootvadersbosch
Het Grootvadersbosch natuurreservaat is een natuurreservaat in het Langeberg-gebied van de provincie West-Kaap van Zuid-Afrika. Het ligt ongeveer 22 km ten noordwesten van Heidelberg.
Het reservaat omvat 250 ha. inheems afromontaan bos, een zeldzaamheid in een land waar bossen schaars zijn. Vrijwel alle van de 35 inheemse boomsoorten van dit gebied zijn vertegenwoordigd, zoals zwart ijzerhout, rooiels, stinkhout, geelhout en Outeniquageelhout. Het reservaat telt een aantal wandelpaden en is het tehuis van 196 vogelsoorten. Er zijn een aantal schuilhutten en onder de bezienswaardigheden tellen de zwarte arend,  de kroonarend en de dwergarend, de strepenral, de Narina-trogon en een aantal prachtige honingzuigers en suikervogels. Onder de zoogdiersoorten die men er aan kan treffen vallen de bosbok en de baviaan alsmede veel kleinere soorten.
Samen met het natuurreservaat dat ernaast ligt, het Boosmansbos, vormt het een van de acht beschermde gebieden van het Kaaps florarijk die sinds 2004 erkend zijn als deel van het Werelderfgoed door de Verenigde Naties.
Gebieden met hominide-fossielen van Zuid-Afrika ·
iSimangoliso moeraslandpark ·
Robbeneiland · 
uKhahlamba / Drakensbergen park ·
Cultuurlandschap Mapungubwe ·
Beschermde gebieden van de Floraregio van de Kaap ·
Vredefortkrater ·
Cultureel en botanisch landschap van Richtersveld ·
Cultuurlandschap van de Khomani · 
Mensenrechten, bevrijding en verzoening: Nelson Mandela herdenkingssites · 
De opkomst van modern menselijk gedrag: de pleistocene bezettingsplaatsen van Zuid-Afrika